# Rajd Safari 1990
Rajd Safari (38. Marlboro Safari Rally) – 38 Rajd Safari rozgrywany w Kenii w dniach 11-16 kwietnia. Była to trzecia runda Rajdowych mistrzostw świata w roku 1990. Rajd został rozegrany na nawierzchni szutrowej. Bazą rajdu było miasto Nairobi.

## Wyniki końcowe rajdu[1]
| Msc. | Kierowca          | Pilot             | Samochód               | Czas     | Strata    | Grupa | Punkty |
| ---- | ----------------- | ----------------- | ---------------------- | -------- | --------- | ----- | ------ |
| 1    | Björn Waldegård   | Fred Gallagher    | Toyota Celica GT-Four  | 8:39.11  | 0.0       | A8    | 20     |
| 2.   | Juha Kankkunen    | Juha Piironen     | Lancia Delta Integrale | 9:17.23  | +38.12    | A8    | 15     |
| 3.   | Mikael Ericsson   | Claes Billstam    | Toyota Celica GT-Four  | 11:26.5  | +2:47.47  | A8    | 12     |
| 4.   | Carlos Sainz      | Luis Moya         | Toyota Celica GT-Four  | 12:58.42 | +4:19.31  | A8    | 10     |
| 5.   | Kenjiro Shinozuka | John Meadows      | Mitsubishi Galant VR-4 | 15:11.31 | +6:32.20  | A8    | 8      |
| 6.   | Jim Heather-Hayes | Anton Levitan     | Subaru Legacy RS       | 15:12.40 | +6:33.29  | A8    | 6      |
| 7.   | Rudi Stohl        | Reinhard Kaufmann | Audi 90 Quattro        | 17:49.58 | +9:10.47  | A8    | 4      |
| 8.   | Patrick Njiru     | David Williamson  | Subaru Legacy RS       | 18:04.51 | +9:27.40  | N4    | 3      |
| 9.   | Ashok Pattni      | Bob Khan          | Daihatsu Charade 1.3i  | 28:54.51 | +20:15.40 | A5    | 2      |
| 10.  | Steve Anthony     | Phil Valentine    | Daihatsu Charade 1.3i  | 30:49.30 | +22:10.19 | A5    | 1      |

## Klasyfikacja po 3 rundach
Tabele przedstawiają tylko pięć pierwszych miejsc.

### Kierowcy
| Lp. | Kierowca        | Pkt |
| --- | --------------- | --- |
| 1   | Didier Auriol   | 35  |
| 2   | Massimo Biasion | 32  |
| 3   | Juha Kankkunen  | 27  |
| 4   | Carlos Sainz    | 25  |
| 5   | Björn Waldegård | 20  |

### Producenci
| Lp. | Producent  | Pkt |
| --- | ---------- | --- |
| 1   | Lancia     | 57  |
| 2   | Toyota     | 37  |
| 3   | Mazda      | 12  |
| 4   | Mitsubishi | 10  |
| 5   | Subaru     | 8   |